# Antonio Vera Ramirez
Antonio Vera Ramírez (Barcelona, 2 de julio de 1934 - 29 de julio de 2024) fue un prolífico escritor español de más de mil novelas cortas conocido sobre todo por su seudónimo Lou Carrigan que utilizó para escribir novelas policíacas, de aventuras, de terror, del oeste y de ciencia ficción. Es un típico representante de lo que en Estados Unidos se conoce como dime novels y pulp. Ha utilizado entre otros los seudónimos de Lou C. Carrigan, Angelo Antonioni, Crowley Farber, Lou Flanagan, Anthony Hamilton, Sol Harrison, Anthony Michaels, Anthony W. Rawer, Angela Windsor, Tony Manhattan y Giselle (muchos de ellos con variaciones de su propio nombre).
Su hermano Francisco Vera Ramírez (Barcelona, 8/2/1936 - Gerona, 13/6/2019) también escribió novelas como Duncan M. Cody y Mortimer Cody.

## Biografía
Antonio Miguel de los Ángeles Custodios Vera Ramírez nació el 2 de julio de 1934 en Barcelona, Cataluña, España. En 1953 finalizó sus estudios de Peritaje Mercantil e ingresó en la banca.
Se casó con Pepita Rodero Forga en 1958, y comenzó a escribir novelas de aventuras. En 1959 apareció su primer western: Un hombre busca a otro hombre, y creó su seudónimo más afamado Lou Carrigan. Al final de 1959, había escrito ya 6 novelas de este género, y al terminar 1960 eran ya 21. En 1962 dejó la banca para dedicarse a escribir novelitas de diversos géneros y bajo múltiples seudónimos, aunque principalmente como Lou Carrigan. Sus libros han sido publicados por editoriales como Bruguera, Ceres, Ediciones B, Manhattan, Petronio, Producciones Editoriales, Rollán, Salvat y Ediciones Vosa.
Actualmente su producción supera las 1000, de las cuales 500 pertenecen a la serie de la periodista y espía Brigitte Baby Montfort, que Vera escribió desde 1965 hasta 1992 para la Editora Monterrey, de Río de Janeiro. En 2015, Dlorean Ediciones comenzó a reeditar en España las aventuras de Brigitte Baby Montfort en volúmenes recopilatorios, en una cuidada edición supervisada por Antonio Vera, con textos y anotaciones del propio autor. El autor, tal y como explica en su página web, ha presentado un escrito ante el libro Guinness de los récords para ser reconocido como el autor de la saga más larga de novelas sobre un personaje (Brigitte "Baby" Montfort).
En 1969, el director de cine argentino León Klimovsky llevó a la gran pantalla una novela suya con el título de No importa morir (El puente sobre el Elba o La legión sin retorno en otros idiomas). Al menos otras cuatro películas están basadas en sus novelas y por lo menos en un filme ha participado como coguionista. Ha escrito asimismo algunos guiones para la televisión.
Falleció el 29 de julio de 2024, al poco de cumplir los 90 años.

### Como Lou Carrigan
En algunas de las novelas se incluye el título en inglés dando a entender que se trata de una traducción. Por ejemplo, en Dulce asesinato, se dice: "Título, en inglés, del original: Sweet murder". 
(lista alfabética, incompleta)
- A la caza del hombre
- A solas con Charly
- Adiós, espía
- Adiós, good-bye, sayonara
- Ahorcaron tres hombres en Valle Alacrán
- Akán y Ema
- Al encuentro de los ángeles
- Alá sea contigo: Baby no contesta
- Alarma general
- Alfombras de visón
- Aliento de ultratumba
- Alucinaciones
- Amada bruja mía
- Amor científico
- Amor desde las estrellas
- Amor mío, vamos a Río
- Ames & Wallen, tejanos
- Artista invitado
- Asesinar es muy fácil
- Asesinato artístico
- Asesinato maravilloso
- Asesinatos a largo plazo
- Atención a mi revólver
- Atrás queda un muerto
- Auto-stop
- Ayer y mañana
- Baby: los bichos
- Bajo el cielo de Texas
- Biografía de un monstruo
- Brava oeste
- Buena suerte, amigo
- Cadáver no identificado
- Cabalgando en el arco iris
- Camino infernal
- Caminos de hielo
- Campamento salvaje
- Campo de prisioneros
- Carne quemada
- Cazador de tigresas
- Cementerio particular
- Centro comercial
- Cerca de Babilonia
- Colgarás por el cuello
- Cirugía de emergencia
- Cita en el invernadero
- Clínicamente asesinado
- Club para gente encantadora
- Comando con traición
- Comprador de recuerdos
- Compradores de gloria
- Con la velocidad del rayo
- Con la vida de otro
- Confidencia por confidencia
- Corazón de oro
- Cota 527: infierno
- Coyotes sin madriguera
- Cuando el sol se ponga
- Cuartel de rurales
- Cuatro y un burro
- Cuervos
- Cuestión de valor
- Cuidado con las señoras
- Cumple con tu deber
- Desde mi lujosa tumba
- Desembarco nocturno
- Diligencia al infierno
- Dinero, siempre dinero
- Don Diego
- Donde Exista el Valor
- Dulce asesinato
- Dulce y angelical Ophelia
- El aliento del Kaiki
- El ángel del desierto
- El baúl de los diamantes
- El cadáver de tu enemigo
- El comprador de recuerdos
- El diablo sopla en el Caribe
- El espía alemán: Matar un cuervo
- El fantástico universo
- El F.B.I. miente
- El gran brujo
- El gran cementerio
- El hombre que mató a 'Killer' Kennedy
- El hombre y el miedo
- El hundimiento del "Stella Maris"
- El jardinero de la luna
- El jugador del Mississipí
- El más granuja de todos
- El makimono
- El observador
- El pájaro repugnante
- El pistolero y la soga
- El placer de matar
- El regreso de los pájaros
- El reino de los infiernos
- El salario de los espías: Si parla italiano
- El secuestro de la Tierra
- El silencio de los muertos
- El tejano de la espuela de oro
- El tesoro de Waldo Loomix
- El tiburón rojo
- El tren de Wichita Falls
- El tigre y la mariposa
- El último camino
- El valle que quedó en el olvido
- El valor del miedo
- El vals de los besos
- El vendedor de Uranio
- Embriones y residuos
- En compañía de los muertos
- En estado de muerte
- En la boca del lobo
- En una noche de estrellas
- Entre tinieblas
- Ese hombre con revólver
- Esos que nunca volverán
- Especial para tristes
- Espía de pacotilla
- Espías de alquiler
- Espionaje se escribe con sangre
- Esta bala es para ti
- Estudios sobre el miedo
- Experiencia premortuoria
- Factor psicológico
- Fantaficción
- Fantasmagórico
- Fauces sangrientas
- Felices en su ataúd
- Felicitemos al asesino
- Fetichistas
- Flores de hibisco
- Flores para dos muertos
- Flores para los cerdos
- Frío cementerio
- Frío de muerte
- Función para un solo espectador
- Fusión planetaria
- Ganador y colocado
- Garras encantadas
- Génesis
- Gente caprichosa
- Gente encantadora
- Granja experimental
- Ha llegado tío Henry
- Ha llegado el puma
- Ha muerto tu cerebro
- Ha muerto un tejano
- Ha pasado un marshal
- Harry & Harriet
- Herencia peligrosa
- Hermandad de brujas
- Hombre de revólver
- Honores al desertor
- Hoy por ti mañana por mí
- Huellas peligrosas
- Huye el cobarde
- Huye un hombre
- Invasión de seres horrendos
- Invasión invisible
- Jardín siniestro
- Jenny 'Matahombres'
- Jinetes en el cielo
- Juega en Montecariño
- Juego limpio
- Juegos de cementerio
- Juegos del paraíso
- Jugando el juego
- Juramento anual en Ponza
- Justos y pecadores
- Kiai de amor y de muerte
- La belleza de la serpiente
- La caja negra
- La camada
- La campana: Contrato para una espía
- La carne en el asador
- La carroña está servida
- La cucaracha
- La escuela de la muerte
- La extraña ley del juez Marsh
- La fiera acorralada
- La fría calma de la venganza
- La furia de los instintos
- La gloria o la muerte
- La gran evolución
- La gran serpiente
- La guerra en serio
- La ley de Lix
- La luz del poder
- La magia de Pepe Chang
- La mansión de los placeres
- La muerte en un segundo
- La muerte es sueño
- La muerte insaciable
- La muerte, mi amiga
- La muerte no tiene amigos
- La ninfa en la bañera rosa
- La pieza en la madriguera
- La putrefacción de la carne
- La red llena de peces
- La rubia asesina
- La ruta de la fortuna
- La serpiente en tu cuello
- La sombra del F. B. I.
- La tercera de la izquierda
- La venganza de Rock Mackey
- Las bestias
- Las bestias humanas
- Las damas del Loving Club
- Las palomas asesinas
- Las raíces del odio
- Las víctimas adecuadas
- Llegan los Benson
- Lo peor de Texas
- Lord Fabesham
- Los asesinos se aburren
- Los comillos del lobo
- Los espías mienten siempre
- Los hijos de Romanoff
- Los malvados seres de Urrh
- Los nenúfares hambrientos
- Los nidos de la muerte
- Los pajaritos ciegos
- Los pérfidos ojos del muerto
- Los simbiontes
- Luna de miel en Malibú
- Mala gente
- Mamá computadora
- Manos que perdonan
- Mar galáctico
- Marimba, tierra de amores
- Markiano, rey de Marte
- Más allá del odio
- Matanza para un hombre solo
- Match-ball
- McCody, el tejano
- McNamara
- Me enterrarán en Texas
- Memorias de un muerto
- Mereció una oportunidad
- Mi bella monstruo
- Mi viejo revólver
- Miedo en la oscuridad
- Mil veces espía
- Misión sin mportancia
- Morgan tiene un problema
- Morir es para siempre
- Morir por otro
- Morir y dejar morir
- Mortalmente tuya
- Motel Arcoiris: coto de caza
- Motivos para matar
- Muchachos para todo
- Muertes a subasta
- Muertos de risa
- Muertos y enterrados, amén
- Multiman
- Muñeca de cera
- Muriendo serás feliz
- Mutaciones infinitas
- Nadie muere por capricho
- Naranjas de la China
- Ni muerto te olvidaré
- ¡No dispares, preciosa!
- No engañaréis al espía
- No existe el perdón
- No importa morir
- No lleves luto por mí
- No me cuentes tu vida
- No molesten al tigre
- No olvidéis llevarme flores
- Noche tenebrosa
- Noches de amor eterno
- Nuestro desconocido agente
- Nuestros pequeños visitantes
- Nunca fuimos ángeles
- Nunca olvides tu revólver
- Nunca vayas a Marte
- Objetivo 777
- Obsequio del F.B.I.
- Oiga, Pistolero
- Octopus contra Estrella de Mar
- Operación 'Chimpancé'
- Operación cosmonauta
- Operación estrellas
- Órdenes son órdenes
- Organización 'Octopus'
- Pandemonium City
- Paraíso para demonios
- Patrulla de combate
- Pelea entre lobos
- Perdón y venganza
- Photolasser
- Pistola calamidad
- Pistolero a bajo precio
- Plataforma espacial
- Pompas fúnebras, S. A.
- Por corazón una placa
- Por teléfono, desde Las Vegas
- Por un perro que maté
- Prestigio de pistolero
- Procedente del universo
- Provisionalmente vivo
- Pueblo maldito
- Puzzle
- Quemado
- Quien roba a un ladrón
- ¿Quiere usted ser espía?
- Recetario
- Regresa un hombre
- Reserva india
- Resultado: ¡cero!
- Rojo de labios
- Rosas en el jardín
- Rubíes por diamantes
- Rural contra rural
- Safari
- Salvaje tempestad
- Sangre con cuentagotas
- Sangre en la nieve
- Se busca por asesino
- Se cierra el círculo
- Se reclama un cadáver
- Se vende un país
- Sed de venganza
- Secta celestial
- Seres superiores (1982) La conquista del Espacio 611; (1991) La conquista del Espacio 16
- Serpiente venenosa
- Si eres espía estás muerto
- Si vas por el camino del diablo
- Siempre acuden los buitres
- Siempre ganan los rurales
- Siempre prisioneros
- Siempre queda un hombre
- Siempre surge la muerte
- Siempre un rural
- Siniestro (1982) Selección Terror 467; (1990) Selección Terror 5
- Sirena de Capri
- Sollozos
- Solo para hombres
- Solo soy un pistolero
- Sonrisas Gannet
- Soplo de muerte
- Su majestad, el granuja
- Su primera muesca
- Subasta en Capri: No tiene rival
- Te espero en Hong-Kong, cariño
- Te espero para morir
- Tejano a la fuerza
- Terror party
- Testigo de la muerte
- Tiempo muerto
- Tienen que morir
- Tierra de hombres
- Todos eran escorpiones
- Todos los meses en Grecia
- Tormenta mental
- Torrentes de fresco champaña
- Trágico desenlace
- Trampa para un rural
- Travesía de lujo
- 'Travesti' en Miami
- Tren a Texas
- Tres canallas formidables
- Tres hacia Texas
- Tres tumbas para dos hombres
- 300.000 años en globo
- Tu fría calma de la venganza
- Tu vida vale un centavo
- Tus monedas, Judas
- Tumba india
- Un balazo al corazón
- Un beso olvidado
- Un caballo cabalga en un gusano
- Un cuento chino
- Un demonio disparando
- Un dólar de plomo
- Un hombre busca a otro hombre
- Un hombre llamado Samurai
- Un hombre viene del río
- Un jugador al oeste
- Un lugar de Texas
- Un maldito pistolero
- Un millón de dólares
- Un mundo para Thunderman (1985) La conquista del Espacio 734; (1991 La conquista del Espacio 23
- Un palacio en las nubes
- Un panal de rica miel
- Un precio por su cabeza
- Un pueblo llamado Springfield
- Un revólver indultado
- Un revólver llamado Nathan
- Un revólver tejano
- Un ser abominable
- Un solo espectador
- Una bomba menos
- Una flor como carnada
- Una flor en la mano del muerto
- Una muerte en cada vida
- Una noche de estrellas
- Una placa para dos
- Una vez en la vida
- US Marsall
- Vacaciones en la Tierra
- Vacaciones en Las Vegas
- Vado Canallas
- Valle Paraíso
- Velocidad del rayo
- Ven a charlar esta noche
- Ven a morir a Río Grande
- Venganza apache
- Viaje alrededor de la muerte, Nin-jutsu
- Viaje extravagante
- Visita al planeta muerto
- Visita al zoo
- Voodoo
- Vuelo 401
- Wanted
- Y murió en la violencia
- Y tu enemigo una tumba
- York, pistolero
- Zoocosmos (1983) Héroes del Espacio 191; (1994) La conquista del espacio 53

### Como Angelo Antonioni
- Amar siempre	(1982)
- Sueños de amor		(1982)
- Alguien a quien amar (1983)
- En los labios de mi amada	(1983)
- Fidelidad conyugal	(1983)
- Obsesión de amor (1983)
- Sonatina de amor (1983)
- Amor inesperado	(1984)
- Amor para siempre perdido	(1984)
- Secretos de secretaria	(1984)
- Segundas nupcias	(1984)[8]

### Como Antonio Vera Ramírez
- ¿Qué es el Opus Dei? (1993)
- Pregúntale a Lao Tse (1997)
- Pregúntale a Mahoma (1997)
- Pregúntale a Confucio (1998)

### Reediciones
- Baby, espía mortal vol. 1 (2015) (Dlorean Ediciones). Incluye cinco relatos inéditos además de las dos novelas: El salario de los espías y Si parla italiano